# Xokleng
Xokleng (Aweikoma, Shokleng, Xakléng, Xokrẽ, Xokré, Chocren, Aweikoma-Kaingang, Danas sami sebe oni s rezervata Terra Indígena Ibiram zovu Laklanõ), jedno od plemena Caingangan Indijanaca iz brazilske države Santa Catarina, danas na rezervatima TI Laklãnõ Ibirama (općine José Boiteux, Victor Meirelles, Doutor Pedrinho i Itaiópolis; 634, 1982. s 600 Mbyá i Apapocúva ili Nhandéva]) i AI Rio dos Pardos (općina Porto União; 55, 1990.) Pacifizirao ih je Cândido Rondon 1914.
Sakupljanje i lov bile su najvažnije djelatnosti. Kod Aweikoma ribolov nije postojao, a imao je uopće manji značaj kod istočnobrazilkskih plemena, nešto malo kod Timbira. Povrtlarstva je bilo u njihovoj ranijoj poznatoj povijesti, ali su od njega odustali, vjerojatno kako bi bili mobilniji, zbog ratova s bijelcima, pa su se preorijentirali na sakupljanu divljeg voća, gomolja, meda i drugih plodova. U današnje vrijeme uzgajaju manioku, koja jwe zamijenila pindo palmu (Žele palma).
Tradicionalna Xokléng organizacija su egzogamni patrilinealni klanovi, svaki sa svojim osobnim osobnim imenima za članove i dizajnom bojanja tijela. Muškoj djeci u dobi od dvije ili tri godine buši se donja usna. Muškarci se obično žene djevojkama mlađima od sebe, u slučaju da ona nije još dobila svoju prvu menstruaciju (odnosno ušla u pubertet), on živi zajedno s njezinim roditeljima.

## Vanjske poveznice
- Xokleng